# Unterzeichnung

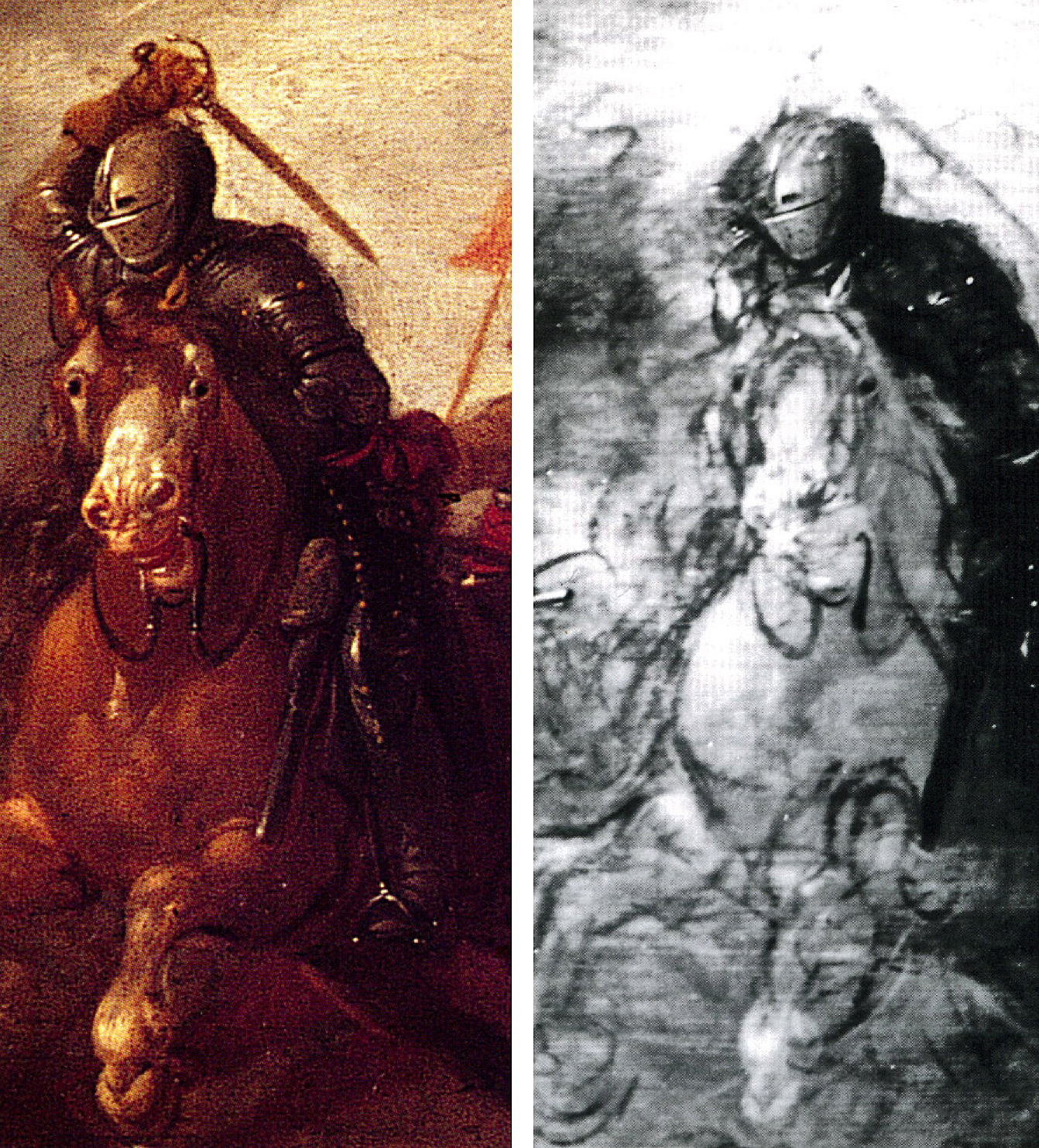
Mit Hilfe der Infrarotreflektografie wird die Unterzeichnung mit schwarzer Kreide (?) unter der Malerei sichtbar.

Die Unterzeichnung ist eine Vorzeichnung, die sich auf der Grundierung oder der Imprimitur eines Gemäldes befindet und von einer oder mehreren Farbschichten bedeckt ist. Sie ist der erste künstlerische Arbeitsvorgang, der vom Künstler auf einem grundierten Bildträger vorgenommen wurde. Sie fixiert die wesentlichen Merkmale der mit Farbe auszuführenden Bildkomposition.
Der Terminus „Unterzeichnung“ ersetzt seit einiger Zeit den in der Kunstgeschichte ursprünglich verwendeten Begriff „Vorzeichnung“. Letzterer wurde für die Gemäldeforschung zu ungenau, weil er sowohl die Skizze, das heißt, den Bildentwurf auf Papier oder Karton beinhaltet, als auch die Vorzeichnung direkt auf dem Bildträger.

## Entwicklung

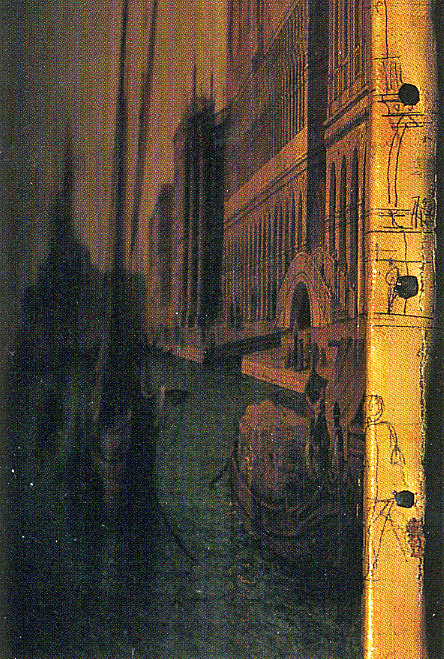
Das Gemälde wurde nach der Unterzeichnung und vor der malerischen Ausführung auf den Keilrahmen gespannt. Dadurch ist auf dem Umschlag die Unterzeichnung sichtbar.

Bis etwa zur Mitte des 15. Jahrhunderts bildeten Vorzeichnung und Unterzeichnung noch eine Einheit.
Die Komposition wurde vom Künstler direkt auf der Bildtafel entworfen.
Entsprach sie seinen Vorstellungen, begann die farbige Ausführung.
Etwa gegen Ende des 15. Jahrhunderts geschah die Bildvorbereitung immer häufiger über Entwürfe und Studien außerhalb des Bildträgers auf Papier oder Karton.
Erst die fertig durchgestaltete Vorzeichnung wurde auf den Bildträger übertragen.
Im Laufe des 16. Jahrhunderts nahm die Unterzeichnung an Detailgenauigkeit ab.
Unterzeichnungstechniken wurden variiert.
Vereinzelt findet man lavierte Unterzeichnungen. 
Anstelle ihrer ursprünglichen Funktion, unsichtbar die Formen zu fixieren, nahm die Unterzeichnung malerische Züge an und wurde in den Malprozess integriert.

## Technik

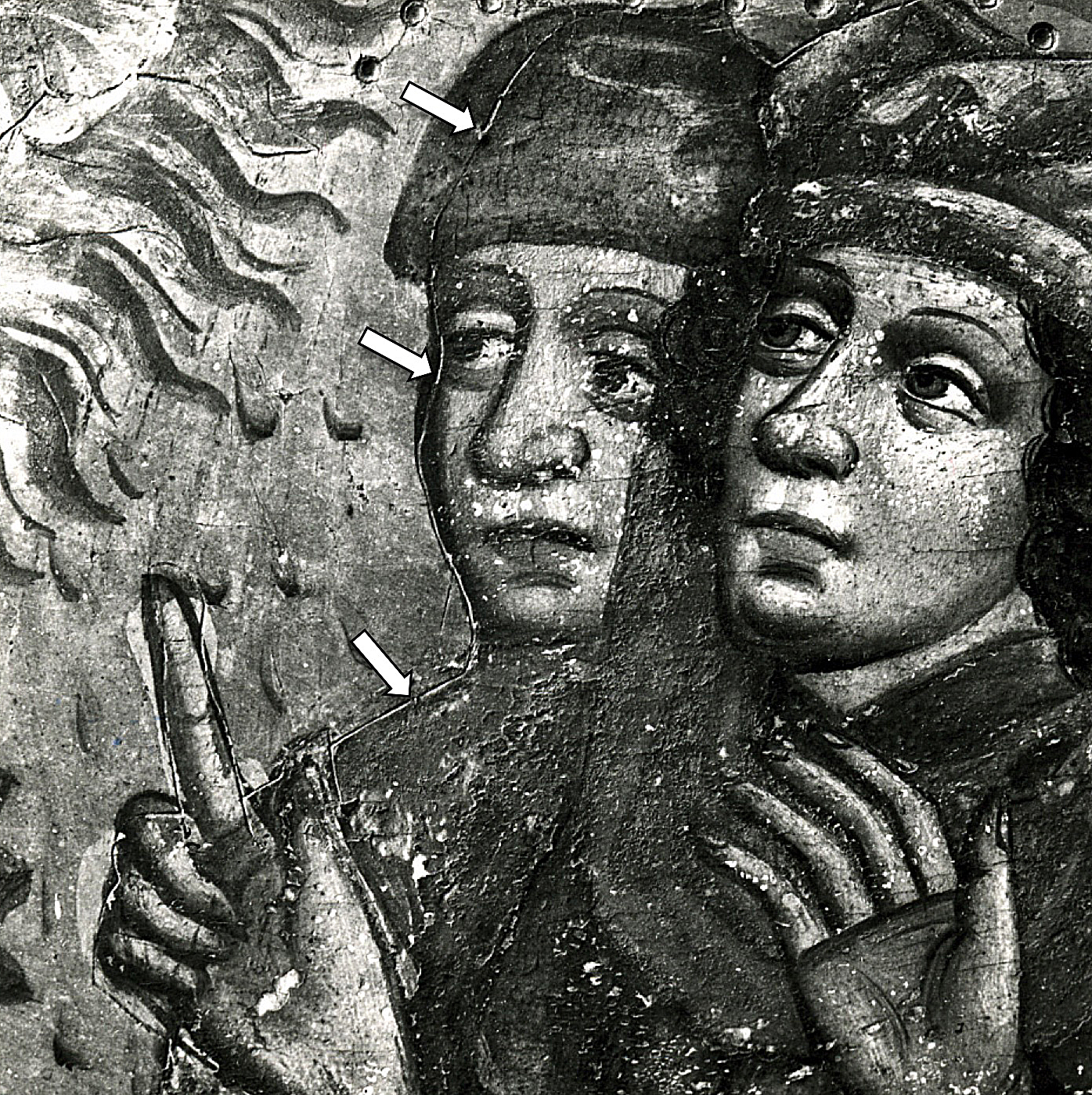
Bei Goldgrundtafeln wurde die Unterzeichnung an der Grenze zwischen Vergoldung und Farbauftrag in der Regel vorgeritzt.

Jedes Gemälde ist in der Regel in irgendeiner Form unterzeichnet. Die Kunstgeschichte unterscheidet zwei Unterzeichnungstechniken: 1. die Ritzung mit einer Nadel, die z. B. an mittelalterlichen Goldgrundbildern nachzuweisen ist und 2. die Verwendung von Unterzeichnungsmitteln, wie sie für Handzeichnungen üblich sind. Erst seit Anwendung der Infrarotuntersuchung (IR) im Rahmen der naturwissenschaftlichen Gemäldeflächenuntersuchung in den 1930er Jahren ist man in der Lage, in einem gewissen Umfang durch opake Farbschichten hindurch zu „sehen“, also Unterzeichnungen sichtbar zu machen und mit kunstwissenschaftlichen Methoden auszuwerten. Bis dahin waren sie nur an unfertigen Bildern sichtbar, wurden hier und da von einem Fachmann „erahnt“ oder an Bildern erkannt, die durch chemische oder physikalische Einflüsse in ihrem Aufbau gelitten hatten, etwa durch Verseifung  bleiweißhaltiger Farbschichten oder durch Verputzung, d. h., der teilweisen Zerstörung bei der Firnisabnahme. Nur bei einer der seltenen Gemäldeübertragungen von einem zerstörten Bildträger auf einen neuen wurden sie gelegentlich als Ganzes – seitenverkehrt – sichtbar.

## Erforschung
Eine intensive Erforschung der Unterzeichnung und der Unterzeichnungstechnik begann erst in den 1950er Jahren mit den grundlegenden Untersuchungen Johannes Tauberts. Ein weiterer entscheidender Fortschritt gelang J.R.J. van Asperen de Boer mit der Entdeckung der Infrarotreflektografie (IRR) und ihrer Möglichkeiten für die Gemäldeforschung. Die Auswertung der sichtbar gemachten Unterzeichnung erweitert die Möglichkeiten der stilkritischen Analyse und damit auch die Zuschreibung eines Gemäldes an einen Künstler. Sie kann aber auch einen Einblick in den Ablauf einer Bildentstehung geben. So hat man vereinzelt unter der Malschicht mittelalterlicher Tafelbilder in der Unterzeichnung Buchstabenkürzel entdeckt, die vermuten lassen, dass diese Vermerke für die Mitarbeiter der Werkstatt gedacht waren, in welcher Farbe sie die einzelnen Farbflächen ausführen sollten. Der Meister entwarf mit Hilfe der Unterzeichnung die Komposition, machte die notwendigen Angaben zur Farbgebung und begleitete deren Ausführung bis zur Fertigstellung des Gemäldes.

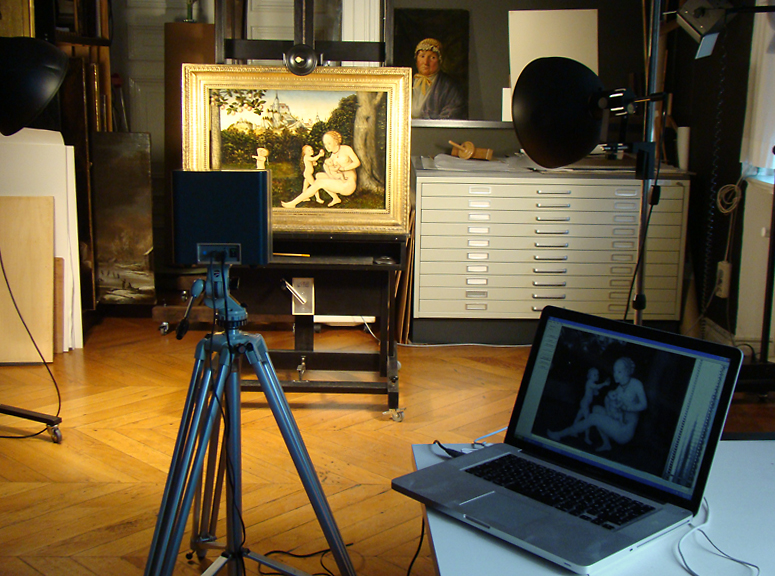
Infrarotreflektographische Untersuchung zur Darstellung der Unterzeichnung eines Gemäldes von Lucas Cranach („Caritas“) in der Kunsthalle Hamburg mit IRR-Kamera Opus Osiris

Oftmals wurde die Unterzeichnung in der mittelalterlichen Malerei nicht vollständig verborgen, wofür verschiedene Gründe angeführt werden. Zum einen könnte der nicht ganz deckende Farbauftrag eine Methode gewesen sein, das in aufwendiger Farbschichtmalerei angelegte Bild schneller trocknen zu lassen und damit Zeit und Kosten einzusparen. Zum anderen wäre es möglich gewesen, die Schattenschraffur absichtlich als Schattenzone der Malschicht zu verwenden, um die Kosten für dunkle Pigmenten einzusparen. In den meisten Fällen sind die Unterzeichnungen vermutlich aber nur durch Verseifungsprozesse der bleiweißhaltigen Farbtöne heute wieder mit bloßem Auge zu sehen.
Die Unterzeichnung kann heute mit dem technischen Verfahren der Infrarotreflektografie (oder vormals Infrarotfotografie) mehr oder weniger gut sichtbar gemacht werden. Dazu bestrahlt zunächst eine Infrarotlichtquelle das Untersuchungsobjekt. Die Reflexion der weißen Grundierung und der darauf befindlichen dunkleren Unterzeichnungslinien wird von einer Infrarotkamera aufgenommen und in einem angeschlossenen PC verarbeitet. Die resultierenden Einzelbilder werden mit Grafikprogrammen zu einem sogenannten Infrarotreflektografiemosaik zusammengesetzt.
Die kunsthistorische Forschung erhofft sich mit dieser vergleichsweise jungen technischen Hilfestellung die Zuschreibung von Gemälden zu einzelnen Malern verbessern zu können, indem u. a. charakteristische Merkmale der Unterzeichnung mit namentlich überlieferten Handzeichnungen der Künstler verglichen werden.
Zudem können auch Argumente für Erstversionen und Duplikate von der Hand desselben Künstlers oder von Schülern gesammelt werden. Existieren zwei nahezu gleichartige Tafelmalereien eines Künstlers, so kann man annehmen, dass eine Version, in der die Unterzeichnung sich von der finalen Malausführung  z. B. in der Komposition des Motivs oder kleiner Details unterscheidet, während der Herstellung vom Urheber neu entworfen und im Prozess spontan verbessert wurde (sogenannte Second Thoughts). Ein Duplikat (oder eine Kopie) enthält demgegenüber meist keine von der Unterzeichnung unterschiedenen, nachträglichen Verbesserungen in der Malschicht, da das gesamte Motiv bereits einmal zufriedenstellend entworfen und ausgeführt war, und die Unterzeichnung nur noch diese Vorlage kopierte.